# Epistemma rupestre
Espèce
Statut de conservation UICN

 NT  : Quasi menacé
Epistemma rupestre H.Huber est une espèce de plantes à fleurs de la famille des Apocynaceae et du genre Epistemma, présente en Afrique tropicale.

## Description
C'est un arbuste pouvant atteindre 1,5 m de hauteur.

## Distribution
Subendémique, quasi menacée, l'espèce a été observée principalement au Cameroun, dans deux régions (Centre et Sud), également en Guinée équatoriale (Région continentale) et au Gabon.